# Pellepennan och Suddagumman
Pellepennan och Suddagumman var ett barnprogram i svensk tv åren 1965-1970. Det var en ritsaga av Gunnel Linde, tecknad av Ulf Löfgren, som handlade om Pellepennan som ritade och Suddagumman som suddade. Deras barn hette Sudderudden och Stumpan, gemensamt benämnda kluddabarnen.  
Gunnel Linde och Ulf Löfgren gjorde även tre böcker med figurerna: Pellepennan och Suddagumman (1968), Pellepennan, Suddagumman och kluddabarnen (1969) och Pellepennan och Suddagumman som ordbehandlare (1989).		  